# 毛万宝
毛万宝（1961年11月—），安徽六安人，中国书法家，中国书法家协会会员。

## 生平
1984年毕业于安徽师范大学中文系，毕业后被分配到家乡一所中学任教，后调至地方党委宣传部门工作。2005年应聘至浙江绍兴兰亭书法研究所，任副所长（主持工作）。2017年被聘为云南师范大学特聘教授。2021年底退休。

## 奖励
- 1990年，获全国书法理论奖“书谱奖”
- 2002年，获第一届“中国书法兰亭奖·理论奖”提名
- 2006年，获第二届“中国书法兰亭奖·理论奖”提名
- 2010年，获全国书法理论奖“康有为奖”
- 2012年，获第四届“中国书法兰亭奖·理论奖”三等奖
- 2024年，入选第八届“中国书法兰亭奖”

## 著作
- 《书法美学概论》（安徽教育出版社，2011年）
- 《20世纪书法史绎》（安徽教育出版社，2011年）
- 《当代书坛批判》（安徽教育出版社，2011年）
- 《兰亭学探要》（安徽教育出版社，2011年）
- 《书法美的现代阐释》（安徽教育出版社，2012年）
- 《〈兰亭序〉史话》（国家图书馆出版社，2019年）
- 《兰亭学探论》（上海书画出版社，2023年）